# Miguel Alva Orlandini
Miguel Ángel Alva Orlandini (Cajamarca, 4 de diciembre de 1940 - Lima, 21 de marzo de 2005) fue un letrado, periodista y político peruano. Dirigente de Acción Popular, fue diputado por Cajamarca desde 1990 hasta su disolución en 1992.

## Biografía
Nació en la ciudad de Cajamarca, el 4 de diciembre de 1940. Fue hijo de José Felipe Alva y Alva, quien fue senador por Cajamarca (1945-1948), y de Blanca Orlandini. Fue hermano del también político y líder histórico de Acción Popular, Javier Alva Orlandini.
Estudió en la facultad de Letras de la Universidad Nacional Mayor de San Marcos.
En el segundo gobierno de Fernando Belaúnde Terry, fue nombrado jefe del Sistema Nacional de Comunicación Social (Sinacoso), en el cual creó la agencia de noticias Andina.
Su hija Maricarmen Alva, fue presidenta del Congreso de la República en el periodo 2021-2022.

## Vida política
Fue militante del partido Acción Popular.

### Diputado por Cajamarca
En las elecciones parlamentarias de 1990, fue elegido diputado de la república por el Frente Democrático (coalición entre el Movimiento Libertad, el Partido Popular Cristiano y Acción Popular), con 3,368 votos, para el periodo parlamentario 1990-1995.
El 5 de abril de 1992, su gestión parlamentaria se vio interrumpida por el golpe de Estado decretado por el expresidente Alberto Fujimori. Alva formó parte de la oposición al régimen fujimorista junto con los demás diputados disueltos.
Intentó postular al Congreso de la República en las elecciones parlamentarias de 1995, sin embargo, no resultó elegido. De igual manera en las elecciones municipales de 1998, donde tampoco tuvo éxito en su candidatura como regidor del distrito de Lince.
Dentro del partido, se desempeñó como secretario general de Proyección Partidaria entre 2004 y 2005.

## Fallecimiento
El 21 de marzo del 2005, Miguel Alva Orlandini falleció a los 64 años en la ciudad de Lima. Sus restos fueron velados en el templo "Nuestra Señora de la Reconciliación", en la urbanización Camacho, distrito de La Molina.